# Acremonium chrysogenum
Acremonium chrysogenum är en svampart som först beskrevs av Thirum. & Sukapure, och fick sitt nu gällande namn av W. Gams 1971. Acremonium chrysogenum ingår i släktet Acremonium, ordningen köttkärnsvampar, klassen Sordariomycetes, divisionen sporsäcksvampar och riket svampar.   Inga underarter finns listade i Catalogue of Life.